# Gehrden (Saksen-Anhalt)
Gehrden is een plaats en voormalige gemeente in de Duitse deelstaat Saksen-Anhalt, en maakt deel uit van de Landkreis Anhalt-Bitterfeld.
Gehrden telt 216 inwoners.